# Шапокляк (головний убір)

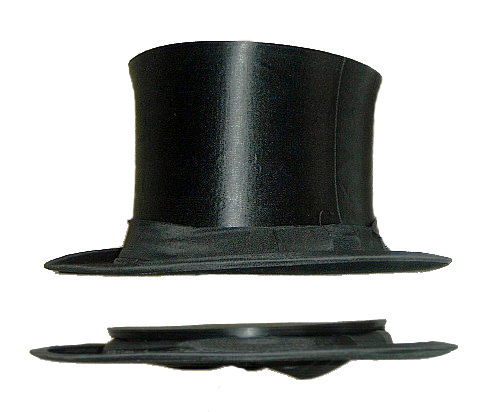
Шапокляк (внизу — у складеному вигляді)

Шапокля́к (фр. chapeau claque, дос. «капелюх-ляпанець») — чоловічий головний убір, різновид циліндра, його особливістю є те, що його можна було складати. Перший шапокляк був виготовлений у Парижі в 1830-х роках. Розташований усередині циліндра механізм дозволяв складати його у вертикальному напрямку. У приміщенні шапокляк носили складеним, під пахвою. До 1914 цей капелюх був, в основному, приналежністю бального туалету. Після Першої світової війни шапокляк, так само як і циліндр, вийшов з ужитку.